# Готенланд
Готенланд (нім. Gotenland «земля готів») — проєкт Гітлера щодо колонізації Криму та приєднання його безпосередньо до Німеччини під час німецько-радянської війни.

## Історія
До вторгнення в СРСР нацистська верхівка не мала остаточного уявлення про майбутню долю Криму. 2 квітня 1941 р. Альфред Розенберг подав на розгляд Гітлеру меморандум, у якому передбачалося після розгрому Радянського Союзу виокремити «незалежну» Україну зі столицею в Києві. Крим повинен був увійти до складу нової держави. Після внесення правок Гітлером новий меморандум був готовий 20 червня того ж року. І хоча межі та спосіб управління уламками СРСР було істотно переглянуто, Крим усе одно мав залишатися у складі України. Саме цей план ліг в основу промови фюрера 16 липня 1941 р. на зустрічі з представниками найвищого військово-політичного керівництва Третього Райху, де Гітлер заявив, що Крим потрібно очистити від усіх чужинців і заселити німцями. Наступного дня після свого виступу Гітлер підписав наказ про створення Міністерства окупованих східних областей на чолі з тим же Розенбергом, на якого тепер покладався обов'язок утілити в життя намічений план, який здійснити повністю головному нацистському ідеологові не вдасться через провал бліцкригу взимку 1941 року.
У серпні 1941 року відбулася радянська депортація понад 60 тисяч кримських німців. Восени 1941 року почалася німецька окупація Криму. За первісним задумом, Кримський півострів разом із південними частинами Запорізької й Херсонської областей повинен був увійти до складу генеральної округи Крим на чолі з колишнім гауляйтером Відня Альфредом Фрауенфельдом. Округа, у свою чергу, була окремою адміністративною одиницею райхскомісаріату Україна, утвореного 1 вересня 1941 року.
З плином часу в керівників Третього Райху з'явилися нові погляди на прийдешню належність Криму. Сам Гітлер вірив, що завдання півострова — бути таким собі німецьким Гібралтаром, за допомогою якого можна вести контроль над Чорним морем і наглядати за союзниками.
З іншого боку, керівник Німецького трудового фронту Роберт Лей мав намір перетворити Крим «на один величезний німецький курорт». Про те, наскільки будуть сумісні військова база й курорт, ніхто особливо не задумувався. Зрештою, Розенберг дописав до свого плану, що управління півостровом здійснюватиметься безпосередньо з Берліна.
У грудні 1941 року Гітлер на зустрічі з Розенбергом запропонував перетворити Крим на імперську область під назвою Готенланд. Центр області Сімферополь передбачалося перейменувати на Готенбург (нім. Gotenburg «готський бург»), а Севастополь — на Теодеріхсгафен (нім. Theoderichshafen «гавань Теодоріха» — короля остготів, який правив у 475—526 рр.). Замість тамтешніх жителів, які підлягали виселенню в Росію, мали постати військові сільські та міські поселення з колоністів, безпосередньо підпорядковані СС. 

## Формальні підстави
9 червня 1942 на нараді начальників СС і поліції Гітлер заявив, що війна не мала б сенсу, якби після неї, зокрема, Крим не було протягом 20 років повністю колонізовано німцями, і до того ж лише за расовим принципом. Історично повернення Криму до складу Німеччини обумовлювалося тим фактом, що в другій половині IV століття в Таврику вдерлися прибулі з берегів Балтійського моря німецькі племена готів, які жили тут поряд з іншими народами і в середні віки. У липні 1942 року Фрауенфельд спорядив археологічну експедицію, якою керував начальник СС і поліції в Тавриді бригадефюрер СС Людольф фон Альвенслебен, а полковник Вернер Баумельбург виконував обов'язки археолога. Було обстежено руїни Феодоро — столиці однойменного грекомовного князівства, яке розгромили війська турецького султана Мехмеда II в 1475 р. Експедиція зробила висновок, що це типовий зразок німецької фортифікації. За підсумками обстежень Баумельбург написав працю «Готи в Криму», в якій твердив, що Алустон (Алушта), Горзувітай (Гурзуф), Каламіта (Інкерман) свого часу побудували готи. Зібрані матеріали Фрауенфельд використав для своєї книжки «Причини і сенс нашої боротьби». Він висунув проект автомагістралі, яка пов'язала б Гамбург із Кримом та дозволила долати відстань за два дні. Як прислугу для німців, які б відпочивали на кримських курортах, він пропонував використовувати кримських татар. Наприкінці 1941 — на початку 1942 р. було знищено циган, кримчаків, євреїв. 5 липня 1942 на нараді командування вермахту і поліції було розглянуто питання про переселення жителів Криму. Ухвалено рішення про створення таборів для проведення «расового обстеження населення». «Расово якісних» залишали в Криму чи переселяли на південь України. За наказом Гітлера почалося формування підрозділів СС для охорони концтаборів і ліквідації залишків «расово неповноцінних».

## Плани переселення
Існувало кілька планів переселення німців до Криму, розроблених у різних відомствах, а тому погано узгоджених між собою.
Перший проект, представлений керівництвом СС відразу після зайняття Криму, здавався найбільш актуальним і правдоподібним. Річ у тім, що під контролем німецького союзника Румунії опинилася частина земель України в межиріччі Дністра й Південного Бугу, іменована «Трансністрією». Там проживало майже 150 тис. етнічних німців — нащадків колоністів ХІХ ст. Щоб дати їм змогу жити в німецькій державі, потрібно було перевезти їх на цілком слушну відстань — до 600 кілометрів. І хоча в 1942—1943 рр. ніщо не заважало реалізації цього плану, в життя він так і не втілився.
Другий план розробив улітку 1942 р. керівник півострова — генеральний комісар Фрауенфельд. Згідно з його меморандумом, до Криму мусили переселитися німці з Південного Тіролю — німецькомовної області, яка після Першої світової війни відійшла до Італії. Проблема південних тірольців помітно псувала відносини Гітлера й Муссоліні, тим-то цей план припав німецькому диктаторові до смаку.
Цей план наштовхнувся на опір із боку райхсфюрера СС Гіммлера, який ще раніше задумав переселити тірольців до Бургундії, де після війни мала б виникнути окрема есесівська держава на зразок Тевтонського ордена. Проте згодом Гіммлер пристав на план Фрауенфельда, але наполіг, щоб переселення тірольців відбулося лише після закінчення бойових дій. Гітлер підтримав шефа СС і видав у липні 1942 року директиву про підготовку виселення з півострова спочатку росіян, а потім і інших місцевих жителів. Між тим, Гіммлер був противником ідеї виселення з півострова кримських татар.
Третій план — авторства того ж комісара Фрауенфельда, складений ним восени того ж 1942 р. — припускав евакуацію до Криму кількох тисяч німців, зосереджених на підконтрольних Великій Британії землях Близького Сходу, зокрема Палестини. Подробиць документ не містив і через свою очевидну нездійсненність потрапив під сукно.
У серпні 1943 року начальник штабу верховного командування вермахту Вільгельм Кейтель заявив, що спроба виселити слов'ян із Криму призведе до негайного економічного колапсу краю, що був тилом дійової армії. У вересні до доводів генерал-фельдмаршала були змушені прислухатись і Гіммлер, і сам Гітлер. Обидва вважали, що масові переміщення населення необхідні, але погодилися почекати до кінця війни.